# District de Mitsinjo
Le district de Mitsinjo est un district de la région de Boeny, situé dans l'Est de Madagascar.
Le chef-lieu est la ville de Mitsinjo.

## Économie
Mitsinjo est un district à fort potentiel économique. Son député, Nicolas Randriamisa, indique à la presse que ce district de la région de Boeny est une zone agricole très productive. « Nous produisons des milliers de tonnes d'oignons, de riz, de maïs, de black eyes, d’arachides, de riz, chaque année », cite-t-il. Le député informe également sur la capacité de son district à produire la matière première des sacs, des chapeaux. Mitsinjo produirait, par ailleurs, des provendes, mais aussi des mangues, des tamarins. Mais ce potentiel agricole est peu exploité. Alors que leur prix serait très intéressant. Le district de Mitsinjo organisera, ce 4 et 5 novembre, une foire régionale. «Les paysans vont exposer leurs produits durant cette foire. Ils sont déjà prêts et n’attendent que les visiteurs. L’objectif est la visibilité du district », lance Nicolas Randriamisa. Ainsi, ce dernier invite les opérateurs économiques à venir dans ce district pour visiter cette foire. « Si les productions potentielles de Mitsinjo sont bien exploitées, nous n’aurons plus besoin d’importer des produits de première nécessité. Le district dispose de vastes superficies agricoles, ce qui permettra de produire ici-même, nos besoins », enchaîne le député.

## Population
The population development of Mitsinjo as well as related information and services (Wikipedia, Google, images).
| Name       | Status   | Population Projection 2020-06-01 |
| ---------- | -------- | -------------------------------- |
| Mitsinjo   | District | 87,202                           |
| Madagascar | Republic | 27,190,927                       |

Explanation: The 2018 figures are final. The enumeration took place from May 18 to June 25, 2018. The surface of districts is computed by using geospatial data.

## Nature
- l'air protégée du Complexe Mahavavy Kinkony se situe dans ce district.